# Макаров Володимир Васильович
Володимир Васильович Макаров (нар. 9 березня 1947, Душанбе — пом. 11 серпня 1979, Дніпродзержинськ) — таджицький радянський футболіст, що грав на позиції півзахисника. Майстер спорту СРСР (1969). Бронзовий призер чемпіонату СРСР (1974).
Загинув в авіакатастрофі в складі ташкентського «Пахтакору» (1979).

## Біографія
Володимир Макаров народився 9 березня 1947 року в Душанбе. Почав грати в футбол в 1957 році. Перший тренер — М. Г. Потапов.
В поле зору тренерів одеського «Чорноморця» Макаров потрапив в 1973 році: не залишилися непоміченими в Одесі його бомбардирські подвиги в першоліговому «Памірі». І вже в своєму дебютному, 1974 році, він сповна виправдав високу довіру тренерського штабу Ахмеда Алєскерова, забивши 13 голів в 30 матчах, ставши таким чином найкращим бомбардиром одеської команди в найуспішному для неї сезоні в радянському футболі. При цьому багато голів новачка виявилися переможними («Пахтакор» — 1:0, «Зоря» — 2:1, «Карпати» — 2:0, «Торпедо» М — 1:0, «Шахтар» — 1:0), ще два допомогли здобути результативні нічиї («Кайрат» — 3:3, «Дніпро» — 1:1), отже, його внесок в «бронзу» чемпіонату СРСР, здобуту одеситами, дуже великий. Не дивно, що за підсумками року Макаров увійшов до символічної збірної дебютантів вищої ліги СРСР (приз журналу «Зміна») і потрапив до списку 33 кращих футболістів України (№ 2 серед лівих півзахисників).
Наступні сезони в складі «моряків» Макаров провів вже не так успішно, але на те були свої причини. Всього 7 м'ячів за два роки змусили тренерів «Чорноморця» розлучитися з Володимиром.
У «Пахтакорі» Макаров був найдосвідченішим футболістом. У середній лінії ташкентською команди він досить швидко знайшов спільну мову з партнерами і вдало провів більшість ігор сезону 1978 року, по ходу якого забив в чемпіонаті п'ять м'ячів.
У сезоні 1979 року голів Макаров забити не встиг. Відігравши 14 матчів і відправившись на 15-ий в Мінськ, 11 серпня 1979 року він загинув у авіакатастрофі над Дніпродзержинськом.
Володимир Макаров разом з іншими членами футбольного клубу «Пахтакор» був похований в Ташкенті на Боткінському цвинтарі.
У 2001 році Макаров увійшов до числа найкращих футболістів Одеси ХХ століття та символічної збірної «Чорноморця» всіх часів.

## Досягнення
- Чемпіонат СРСР
  -  Бронзовий призер (1): 1974

- У списку кращих футболістів УРСР: 1974

- Один з володарів призу «Найкращі дебютанти сезону»: 1974